# Strojinci
Strojinci (Servisch cyrillisch Стројинци) is een plaats in de Servische gemeente Brus. De plaats telt 493 inwoners (2002).